# Júnior Maranhão
Júnior Maranhão est joueur de football brésilien né le 17 juin 1977 à Colinas. Il évolue au poste de défenseur.